# Grizzlor
Grizzlor je izmišljeni lik iz Mattelove franšize Gospodari svemira. Divlji je čovjek-zvijer i član Zle Horde. Ne odlikuje se previsokim intelektom, a u provedbi zadataka uglavnom rabi sirovu silu. Prekriven je tamnosmeđim krznom te ima oštre očnjake i kandže na rukama.

## Povijest lika
Prema priči iz mini stripova, Grizzlor je bio divlji čovjek čije je postojanje bilo obavijeno tajanstvenošću i mitom. Kada se uspostavilo da zbilja postoji, unajmio ga je Hordak, vođa Zle Horde, kako bi iskoristio njegovu brutalnost i snagu u brobi protiv He-Mana i Herojskih ratnika. Živi na planeti Eteriji u drugoj dimenziji, u Hordakovom sjedištu poznatom kao Zona straha.

## Originalni mini stirpoviGospodari svemira
Prvi put se pojavljuje u mini stripu Brucea W. Timma "Grizzlor, oživljena legenda" (Grizzlor, The Legend comes Alive!) iz 1984. godine. Grizzlor je pristaša Zle Horde, kojeg Hordak šalje kroz dimenzionalni prolaz na Eterniju kako bi zarobio Teelu i doveo je na silu u Zonu straha. Grizzlor se pojavljuje u pećini u kojoj golom silom napada Teelu, Man-At-Armsa, Buzz-Offa i Fista. Teelu dovodi svom gospodaru Hordaku. Na poziv Čarobnice, He-Man polazi zajedno s Herojskim ratnicima na Eteriju te oslobađa Teelu iz Hordakovog zarobljeništva.
Grizzlor se pojavljuje i u mini stripovima "Mantenna i prijetnja Zle Horde!" (Mantenna and the Menace of the Evil Horde!, 1984.), "Hordak: Osveta nemilosrdnog vođe!" (Hordak: The Ruthless Leader's Revange!, 1984.), "Modulokova izdaja!" (The Treachery of Modulok!, 1985.), "Bijeg iz Slinave Jame" (Escape from the Slime Pit!, 1985.) i "Ratni stroj" (The Warrior Machine!, 1985.).

## Televizijska adaptacija lika

### She-Ra: Princeza moći (1985. – 1987.)
Grizzlor se pojavljuje u spin-offu originalne serije pod nazivom She-Ra: Princeza moći. Dio je Catrinog tima nakon što je ona preuzela ulogu kapetanice Zle Horde, koju je inicijalno držala princeza Adora. Često je zadužen za nadgledanje Hordinog zatvora na Zvjerskom otoku, gdje u kontrolnoj sobi nadzire zatvorenike, naoružanje i sustav osiguranja. Prikazan je kao ne naročito inteligentan pristaša Zle Horde, koji više donosi štete nego koristi, ali ponekad se zna pokazati i korisnim.

### He-Man i Gospodari svemira (2002. – 2004.)
Nova verzija He-Mana i Gospodara svemira iz ranih 2000-ih donosi u drugoj sezoni kraći cameo Grizzlora u epizodi "Moć Sive Lubanje" (The Power of Grayskull) u kojoj je prikazan kao član Zle Horde koja je pod vodstvom zlog gospodara Hordaka napala dvorac Siva Lubanja u dalekoj prošlosti. U obranu je stao moćni Kralj Grayskull koji je odbio napad Hordaka i Zle Horde te ih krajnjim naporom uspio odbaciti u drugu dimenziju koju je otvorio sam Hordak s ciljem uništenja dvorca Sive Lubanje.

### She-Ra i princeze moći (2018. – 2020.)
U novoj verziji animirane seriji iz druge polovice 1980-ih pod nazivom She-Ra i princeze moći započete 2018. godine u produkciji Netflixa, Grizzlor je jedan od ranijih članova Horde, koji je sudjelovao u otmici dojenčeta, princeze Adore. Kasnije je postao visokorangirani član Horde pod Hordakovim zapovjedništvom.

## Sposobnosti, oružje i moći
Grizzlor je veoma snažan, pokriven tamnom dlakom te ima oštre očnjake i opasne kandže na rukama. Uglavnom napada golim rukama i koristi sirovu snagu kako bi porazio svoje protivnike. Međutim, njegova akcijska figura dolazi s karakterističnim Hordinim samostrelom.

## Vanjske poveznice
- Grizzlor – he-man.fandom.com (engl.)